# Бовкун, Михаил Кузьмич
Михаи́л Кузьми́ч Бовкун (1921, село Маячка (ныне — Новосанжарский район, Полтавская область) — 17 июля 1942, Воронеж) — участник Великой Отечественной войны, командир стрелкового взвода 796-го стрелкового полка 141-й стрелковой дивизии 40-й армии Воронежского фронта кавалер Ордена Ленина (посмертно), лейтенант. Украинец, член КПСС.
Участник Великой Отечественной войны, командир стрелкового взвода, лейтенант Бовкун в уличных боях в Воронеже повторил подвиг Геннадия Вавилова: закрыл своим телом огневую точку противника, тем самым дав возможность подразделению выполнить боевую задачу.

## Биография

### Ранние годы
Родился в 1921 году в село Маячка Новосанжарского района Полтавской области.

### Война
796-й стрелковый полк, в котором Михаил Бовкун командовал взводом, прибыл на фронт первым из состава дивизии, 5 июля 1942 года разгрузился на станции Боево близ Воронежа, был передан в оперативном подчинении 6-й стрелковой дивизии и прямо с колёс брошен в бой на окраине Воронежа, в предместье Придачи и Монастырщинки, а к 9 июля был 1942 года переброшен в район студенческого городка. Там полк в составе ударной группы генерала Гришина (вместе с батальоном тяжёлых танков, сводным полком НКВД, частью сил 121-й стрелковой дивизии) втянулся в уличные бои, нанося удар со стороны станции Отрожка по противнику, укрепившемуся на территории Воронежского сельскохозяйственного института. В результате боёв к 11 июля 1942 года район института, учебного хозяйства, Архиерейская роща, стадион «Динамо», парк культуры имени Кагановича и часть местности кирпичного завода в основном контролировались советскими войсками. С 12 июля 1942 года началось массированное наступление войск Воронежского фронта, в том числе с целью освобождения Воронежа.
В ходе наступления в городе, на улице Ленина, лейтенант Бовкун, выдвинувшись вперёд, связкой гранат подорвал преграждавшую путь огневую пулемётную точку противника, при этом погиб сам.
Посмертно награждён орденом Ленина.
Похоронен в Воронеже в братской могиле № 15, вместе с красноармейцем своего взвода Геннадием Вавиловым, совершившим аналогичный же подвиг двумя днями ранее, и лётчиком, Героем Советского Союза, В.Е. Колесниченко. 

## Память
В настоящее время братская могила и мемориал № 15 являются частью парка юннатов, расположенного между улицами Юных натуралистов, Героев Революции, Агробиостанцией ВГПУ и станцией юных натуралистов.
Одна из улиц Центрального района Воронежа носит название «улица лейтенанта Бовкуна».

## Награды
- Орден Ленина.